# یوپ آلبردا
یوپ آلبردا (هلندی: Joop Alberda) متولد ۱۹۵۱ در ریسلاند) یک مربی والیبال بازنشسته اهل هلند است.
وی در حال حاضر عضو تالار مشاهیر والیبال است.